# 木山捷平短編小説賞
木山捷平短編小説賞（きやましょうへいたんぺんしょうせつしょう）は日本の文学賞。前身の木山捷平文学賞を引き継ぐ形で、2006年より笠岡市の主催で開催されている。作家、詩人の木山捷平を顕彰する木山捷平文学選奨の一部門として募集され、創作活動の奨励や文化振興を目的とする。

## 受賞作
- 第1回（2006年） - 牛山喜美子 『最終バス』
- 第2回（2007年） - 木下訓成 『マルジャーナの知恵』
- 第3回（2008年） - 紺野真美子 『背中の傷』
- 第4回（2009年） - 福田敬 『池』
- 第5回（2010年） - 大野俊郎 『チヨ丸』
- 第6回（2011年） - 福井幸江 『回路猫』
- 第7回（2012年） - 吉野光久 『異土』
- 第8回（2013年） - 太田貴子 『雨あがりの奇跡』
- 第9回（2014年） - 西島恭子 『高那ヶ辻』
- 第10回（2015年） - 真野光一 『本宮鉄工所』
- 第11回（2016年） - 金子由実 『お茶の時間』
- 第12回（2017年） - 高橋達矢 『極楽風呂』
- 第13回（2018年） - 梅津里江 『骨とトマト』
- 第14回（2019年） - 鷲見京子 『鞄の中』
- 第15回（2020年） - 川端豊子 『夕焼けの音』[2]
- 第16回（2021年） - 三ヶ島零 『シルエット・R』[3][4]
- 第17回（2022年） - 阿壇幸之 『雪』
- 第18回（2023年） - 佐伯厚子 『遠い入道雲』
- 第19回（2024年） - 寅間心閑 『未熟な悪人』

## 選考委員
- 川村湊、佐伯一麦